# Ла-Гуайра
Ла-Гуайра (исп. La Guaira) — город на севере республики Венесуэла. Является столицей приморского штата Варгас. Расположен на берегу Карибского моря, средняя высота над уровнем моря — около 4 м.
Грузооборот в 1969 г. составлял свыше 1 млн т в год. С тех пор почти утроился. Центр рыболовства и рыбообработки. Также представлена промышленность, в основном обработка импортного сырья. Имеет стратегическую важность для столицы страны — г. Каракас, который расположен в 30 км к югу от Ла-Гуайры, однако отделен от неё довольно опасным горным хребтом.

## История
Первое поселение на месте города в 1555 году основал метис Франсиско Фахардо, назвав его Вилла-Росарио. Официально город-порт «Хуайра» заложил Диего де Осорио в 1589 году, дав ему полное испанское название Сан-Педро-де-Ла-Гуайра.
С середины XX века выполняет роль крупнейшего морского порта страны, принимая до 3/5 импорта и столько же экспорта страны (какао, кофе, табак, нефть и др.).

## География

### Климат
Климат города — сухой тропический, среднегодовое количество осадков у кромки Карибского побережья составляет менее чем 200 мм при среднегодовой температуре 28 °C. Несмотря на это, дождевые облака задерживаются вышележащим горным хребтом, поэтому в горах может выпадать до 1000 мм осадков в неделю, что вызывает сильнейшие наводнения и сход лавин на город. В 1999 году город был частично затоплен и повреждён.

## Население
В 1969 году его население составляло всего 24,5 тыс. жителей. Население города за 40 лет увеличилось в 11 раз. В 2009 году нём проживало почти 275 тыс. чел.

## Транспорт
Главный аэропорт страны — международный аэропорт имени Симона Боливара, расположен менее чем в 5 км от Ла-Гуайры.
Железные дороги и автотрасса соединяют Ла-Гуайру с Каракасом, однако их состояние в настоящее время неудовлетворительно из-за недостаточных затрат на поддержание местной инфраструктуры. Один из мостов автотрассы обрушился в 2005 году.

## Спорт
Бейсбольная команда города — «Акулы из Ла-Гуайры».